# Luis Piñerúa Ordaz
Luis María Piñerúa Ordaz (Güiria, Sucre; 20 de abril de 1924 - Caracas 8 de febrero de 2001) fue un político venezolano, gobernador del estado Monagas y candidato en las elecciones presidenciales de Venezuela de 1978 por el partido Acción Democrática.

## Biografía
Nació en Güiria, Estado Sucre el 20 de abril de 1924, desde muy joven estuvo ligado a la política militando en Acción Democrática como dirigente de ese partido, fue perseguido político y estuvo preso varias veces durante la dictadura del entonces Presidente de Venezuela, Marcos Pérez Jiménez. En 1960 fue designado gobernador del Estado Monagas cargo que desempeña hasta el año 1961. Ministro de Relaciones Interiores durante la primera presidencia de Carlos Andrés Pérez en 1978.  

## Candidatura presidencial
Es candidato a la presidencia de Venezuela por el partido Acción Democrática logrando quedar en el segundo lugar con 2.309.577 que representó el 43.31% de los votos frente a Luis Herrera Campíns de COPEI quien ganó la presidencia de ese año. 

### Canción
En la canción llamada "El Brujo", que trata sobre una mujer que le pide a un brujo que le diga que pasa con su esposo; en la segunda parte de la canción se trata sobre un señor de Margarita, se presentó donde el brujo sobre su situación social y en la misma canción el señor dice que no se olvida de que ahí vienen las elecciones, y le preguntó por quién debe votar, en este caso los mayores contrincantes en dichas elecciones de 1978 eran Luis Herrera Campíns (Copei) y Piñerúa (Acción Democrática); y este le responde en la canción:
"Ay mijito lo que pide no es fácil de contestar, pero mi bola de vidrio algo le puede explicar, vamos a ver, aquí veo un nombre, Luis y señor, Luis se llama el candidato que va a ser el ganador, el apellido, mi bola no se ve bien,... lo que sí se ve clarito es que son feos los dos, lo que si se ve clarito es que son feos los dos!!!"

## Últimos años
En 1992 es designado nuevamente Ministro de Relaciones Interiores durante el segundo gobierno de Carlos Andrés Pérez cargo que desempeñó hasta la destitución del entonces presidente en 1993. Fallece en la ciudad de Caracas el 8 de febrero de 2001.